# Haplochromis mbipi
Espèce
Statut de conservation UICN

 LC  : Préoccupation mineure
Synonymes
- Mbipia mbipi Lippitsch & Bouton, 1998

Haplochromis mbipi est une espèce de poissons de la famille des Cichlidae. Elle est endémique du lac Victoria en Afrique.